# Protentomon tuxeni
Protentomon tuxeni är en urinsektsart som beskrevs av Josef Nosek 1966. Protentomon tuxeni ingår i släktet Protentomon och familjen Protentomidae. Inga underarter finns listade i Catalogue of Life.